# Ludwik Ząbkowski
Ludwik Ząbkowski (ur. 1 lutego 1891 w Lackiej Woli, zm. 1 grudnia 1973 w Londynie) – generał brygady Polskich Sił Zbrojnych, doktor prawa, polityk emigracyjny.

## Życiorys
Urodził się 1 lutego 1891 w Lackiej Woli jako syn Jana. Ukończył studia prawnicze we Lwowie. W czasie I wojny światowej walczył w szeregach cesarsko-królewskiej Obrony Krajowej. Na stopień podporucznika rezerwy został mianowany ze starszeństwem z 1 stycznia 1916. Jego oddziałem macierzystym był pułk haubic polowych nr 45, w 1918 przemianowany na pułk artylerii polowej nr 145.

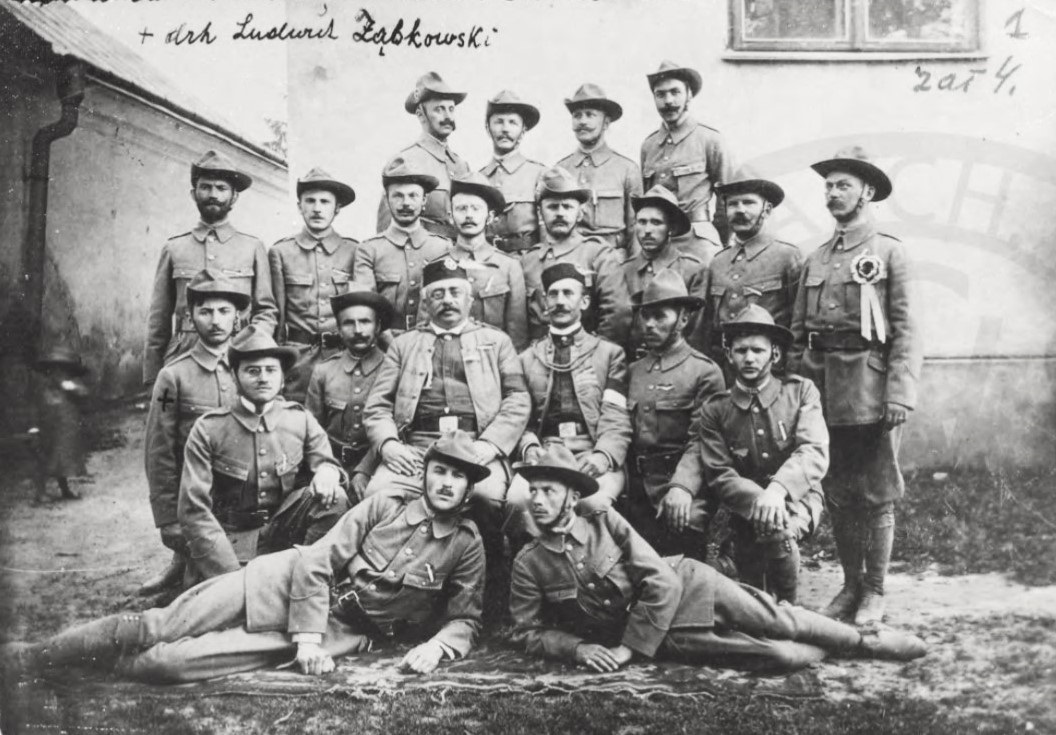
Drużyna „Sokoła” w Gródku Jagiellońskim w 1912; Ludwik Ząbkowski siedzi pierwszy z lewej.

W listopadzie 1918 przyjęty został do Wojska Polskiego. W latach 1922–1927 był pełniącym obowiązki zastępcy i zastępcą dowódcy 2 pułku artylerii ciężkiej w Chełmie, a w latach 1927–1929 zastępcą dowódcy 5 pułku artylerii ciężkiej w Krakowie. W kwietniu 1929 został przeniesiony macierzyście do kadry oficerów artylerii z równoczesnym przeniesieniem służbowym do Szkoły Podchorążych Rezerwy Artylerii we Włodzimierzu Wołyńskim na stanowisko komendanta. W kwietniu 1934 został przeniesiony do 5 pułku artylerii ciężkiej na stanowisko dowódcy pułku. W latach 1937–1939 dowodził 10 Grupą Artylerii w Przemyślu. W sierpniu 1939 mianowany dowódcą artylerii Korpusu Interwencyjnego dowodzonego przez gen. bryg. Stanisława Skwarczyńskiego. Po rozwiązaniu korpusu miał objąć stanowisko dowódcy artylerii Grupy Odwodów „Wyszków”. Ostatecznie został dowódcą artylerii Południowego Zgrupowania Armii „Prusy”.
Po kampanii wrześniowej 1939 przedostał się do Francji, a potem do Wielkiej Brytanii. W I Korpusie Polskim dowodził artylerią 8 Brygady Kadrowej Strzelców. W 1941 przeniesiony do ZSRR, a następnie na Bliski Wschód. Był m.in. komendantem Centrum Wyszkolenia Artylerii. Wziął udział w kampanii włoskiej jako dowódca 2 Grupy Artylerii.
Po wojnie pozostał na emigracji w Londynie. Wykorzystując własne oszczędności kupił dom na wynajem, pełniąc w nim rolę administratora i stróża, co pozwalało mu na uzyskanie środków utrzymania.
Od grudnia 1954 do czerwca 1955 był ministrem obrony narodowej w rządzie Stanisława Mackiewicza. 1 lutego 1971 został powołany na stanowisko prezesa Najwyższej Izby Kontroli na Uchodźstwie i pełnił tę funkcję do połowy 1973, kiedy został członkiem Rady Narodowej RP. Zmarł 1 grudnia 1973 w Londynie. Został pochowany na cmentarzu Gunnersbury.

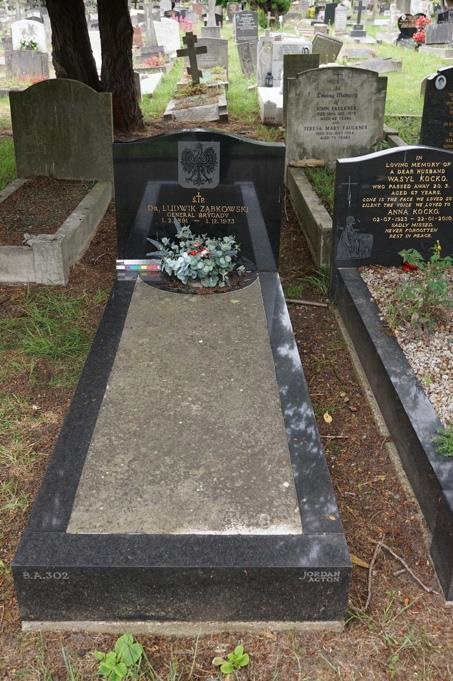
Nagrobek Ludwika Ząbkowskiego

Był mężem Mary Milroy z domu Ferguson (1913–1993).

## Awanse
- major – 3 maja 1922 zweryfikowany ze starszeństwem z dniem 1 czerwca 1919 i 141. lokatą w korpusie oficerów artylerii[7]
- podpułkownik – 1 grudnia 1924 ze starszeństwem z dniem 15 sierpnia 1924 i 28. lokatą w korpusie oficerów artylerii[8]
- pułkownik – 10 listopada 1930 ze starszeństwem z dniem 1 stycznia 1931 i 10. lokatą w korpusie oficerów artylerii[9]
- generał brygady – 1 kwietnia 1945[6]

## Ordery i odznaczenia
- Krzyż Wielki Orderu Odrodzenia Polski[6]
- Krzyż Złoty Orderu Wojennego Virtuti Militari nr 85[6][10]
- Krzyż Srebrny Orderu Wojennego Virtuti Militari nr 9968[6][10]
- Krzyż Komandorski Orderu Odrodzenia Polski[6]
- Krzyż Oficerski Orderu Odrodzenia Polski (11 listopada 1936)[11][12]
- Krzyż Walecznych (czterokrotnie[13]: po raz 2 i 3 w 1921[14] „za czyny męstwa i odwagi wykazane w bojach toczonych w latach 1918–1921”)
- Krzyż Walecznych („za czyny męstwa i odwagi wykazane w wojnie rozpoczętej 1 września 1939 roku”)[6]
- Złoty Krzyż Zasługi z Mieczami[6]
- Złoty Krzyż Zasługi (10 listopada 1928)[15][13]
- Medal Pamiątkowy za Wojnę 1918–1921
- Medal Dziesięciolecia Odzyskanej Niepodległości (27 września 1928)
- Krzyż Pamiątkowy Monte Cassino nr 9 (1945)[10]
- Krzyż Oficerski Orderu Imperium Brytyjskiego (Wielka Brytania, 19 grudnia 1944)[10]
- Gwiazda za Wojnę 1939–1945 (Wielka Brytania)[10]
- Gwiazda Italii (Wielka Brytania)[10]
- Medal Wojny 1939–1945 (Wielka Brytania)[10]
- Medal Żołnierza (USA, 28 stycznia 1948)[10]
- Medal 10 Rocznicy Wojny Niepodległościowej (Łotwa)[16]